# Ciel
Ciel ist eine ehemalige französische Gemeinde mit 896 Einwohnern (Stand: 1. Januar 2022) im Département Saône-et-Loire in der Region Bourgogne-Franche-Comté. Sie gehörte zum Arrondissement Chalon-sur-Saône. Die Bewohner werden Ciélois und Ciéloises genannt.
Der Erlass des Präfekten vom 27. September 2024 legte mit Wirkung zum 1. Januar 2025 die Eingliederung von Ciel zusammen mit der früheren Gemeinde Verdun-sur-le-Doubs ohne Status einer Commune déléguée zur Commune nouvelle Verdun-Ciel fest.

## Geografie

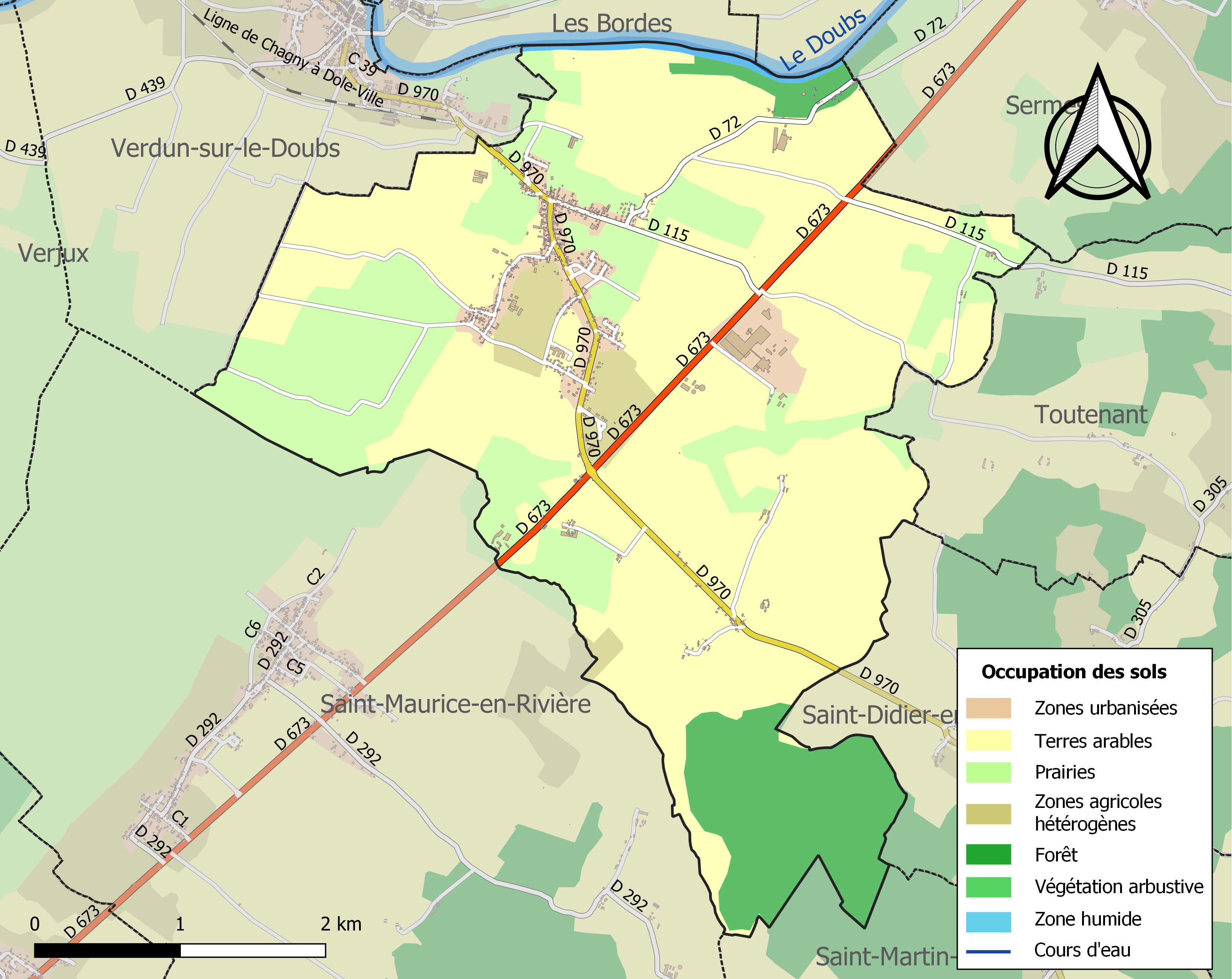
Bodennutzung, Hydrografie und Infrastruktur von Ciel (2018)

Ciel liegt etwa 18 Kilometer nordöstlich von Chalon-sur-Saône in der Région naturelle und historischen Provinz der Bresse. Das Ortsgebiet wird entwässert vom Doubs, der es im Norden begrenzt, und von der Cosne d’Épinossous, die es im Südwesten begrenzt. Das Zentrum liegt auf einer Höhe von etwa 180 m. Das Relief des Ortsgebiets ist größtenteils flach mit einer leichten Erhöhung des Niveaus auf über 190 m nach Osten und Süden hin. Die minimale Erhebung von 173 m wird im Norden beim Austritt des Doubs aus dem Ortsgebiet gemessen.
Teile des Gebiets von Ciel gehören zum Natura-2000-Schutzgebiet „Prairies alluviales et milieux associés de Saône-et-Loire“ (FR2612006) und von vier ZNIEFF-Naturzonen. Rund 85 % der Fläche von Ciel werden landwirtschaftlich, hauptsächlich als Kulturboden genutzt, rund 10 % sind bewaldet, hauptsächlich durch den Anteil am Forêt d’Osnard im Südosten, rund 3 % entfallen auf bebaute Flächen, rund 2 % auf Industrie-, Gewerbe- und Verkehrsflächen, rund 1 % auf Binnengewässer (Stand: 2018).
Umgeben wird Ciel von den Nachbargemeinden Les Bordes im Norden, Saunières im Norden und Nordosten, Sermesse im Nordosten, Toutenant im Osten, Saint-Didier-en-Bresse im Südosten, Saint-Martin-en-Bresse im Süden und Saint-Maurice-en-Rivière im Westen und Südwesten sowie vom Ortsteil Verdun-sur-le-Doubs im Westen und Nordwesten.

## Bevölkerungsentwicklung

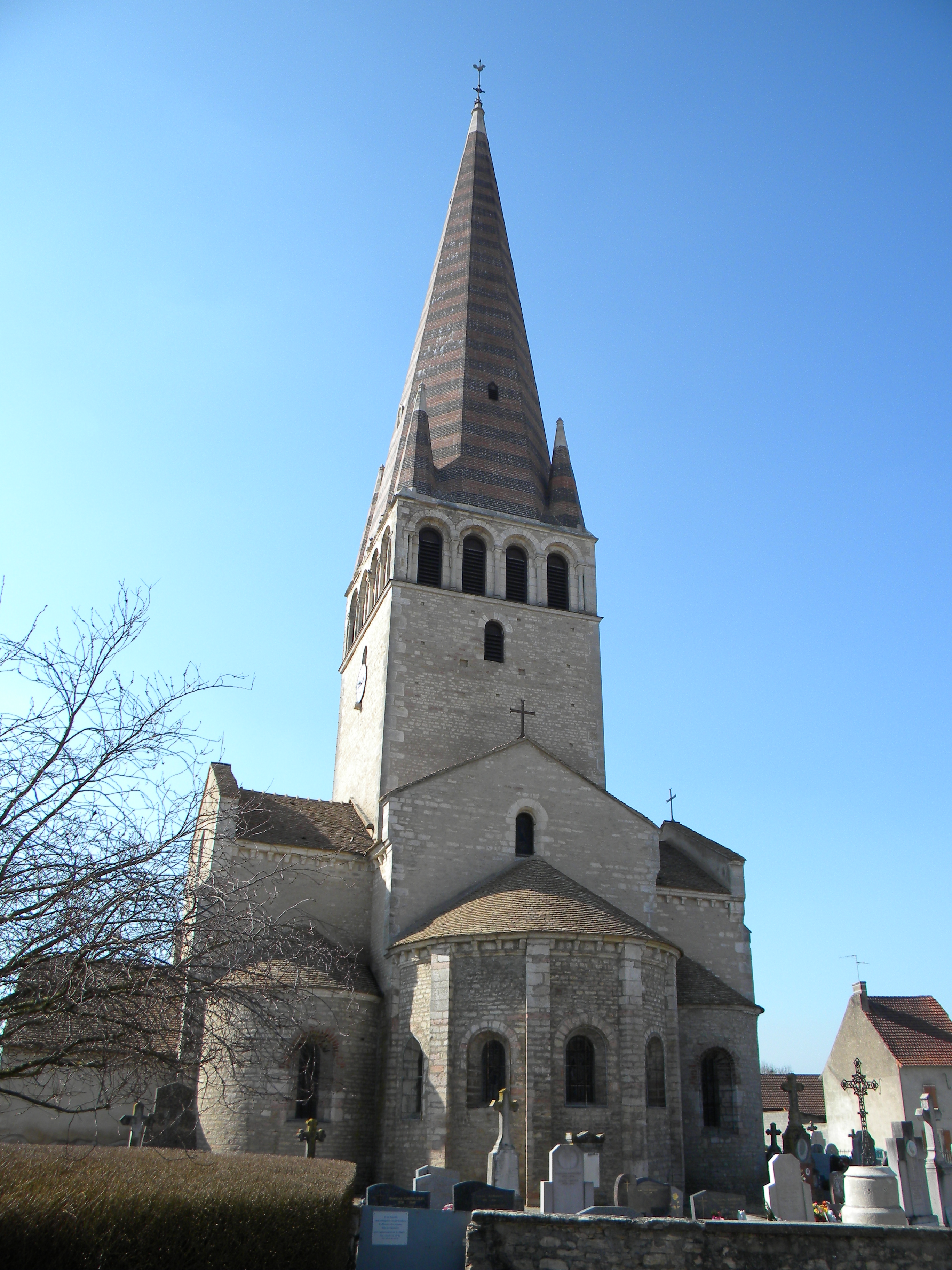
Kirche Notre-Dame-de-l’Assomption

| Jahr                       | 1962 | 1968 | 1975 | 1982 | 1990 | 1999 | 2006 | 2013 | 2020 |
| Einwohner                  | 611  | 584  | 504  | 557  | 581  | 600  | 662  | 814  | 866  |
| Quellen: Cassini und INSEE |      |      |      |      |      |      |      |      |      |

## Sehenswürdigkeiten
- Pfarrkirche Notre-Dame-de-l’Assomption aus dem 14. Jahrhundert, seit 1926 als Monument historique eingeschrieben
- Schloss Vauvry, frühere Burganlage aus dem 13. Jahrhundert, Besitz der Familie Bouton, Ende des 18., Anfang des 19. Jahrhunderts umgebaut
- Mairie (Bürgermeisteramt) aus der ersten Hälfte des 19. Jahrhunderts